# Rivalità Hunt-Lauda

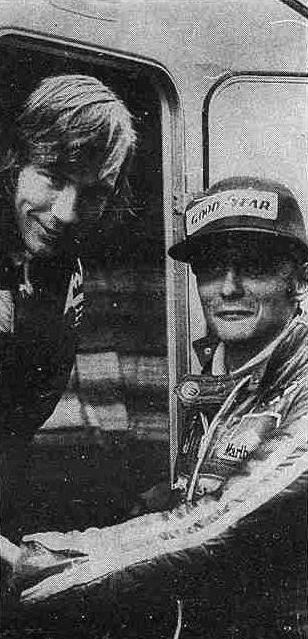
Hunt e Lauda a Monza nel 1976.

La rivalità Hunt-Lauda si riferisce al dualismo sportivo, spesso animato da scontri in pista, che ha contraddistinto le carriere del pilota inglese James Hunt e dell'austriaco Niki Lauda, che corsero insieme in Formula 1 tra il 1973 e il 1979.
La loro rivalità si è concentrata maggiormente nel triennio 1974-1976, in cui i due piloti salirono alla ribalta del circus fino a battagliare per il campionato mondiale; la serrata sfida Hunt-Lauda per la conquista del titolo del 1976 è tuttora ricordata come una delle più entusiasmanti nell'intera storia della massima categoria automobilistica. Nel 2013 il regista Ron Howard ha rappresentato questo dualismo nel film Rush.

## Storia

### Gli inizi
Il primo incontro tra Hunt e Lauda avviene il 17 maggio 1970 all'Österreichring di Zeltweg, in Austria, in una gara di Formula 3. Già all'inizio delle rispettive carriere emergono le sostanziali differenze – sia caratteriali che agonistiche – tra i due corridori, che ne esalteranno la rivalità a metà del decennio.
L'inglese, soprannominato Hunt the Shunt ("Hunt lo schianto") per il suo stile di guida al limite dello spericolato, è un ragazzo estroverso e affascinante che fuori dai tracciati non disdegna il divertimento, la compagnia delle ragazze e altri vizi; motivo per cui, nonostante l'innato talento, viene poco apprezzato dai più nell'ambiente delle corse – anche a fronte di una certa discontinuità di risultati. L'austriaco è invece un tipo all'opposto, caratterialmente molto freddo e riservato, che rifugge dalle distrazioni esterne per dedicarsi in maniera scrupolosa alla sua professione in pista; diventa presto famoso per il meticoloso approccio alla messa a punto della monoposto – da cui la definizione di pilota computer –, nonché per la regolare condotta di gara – poco appassionante e divertente agli occhi del pubblico, ma al contempo estremamente efficace.

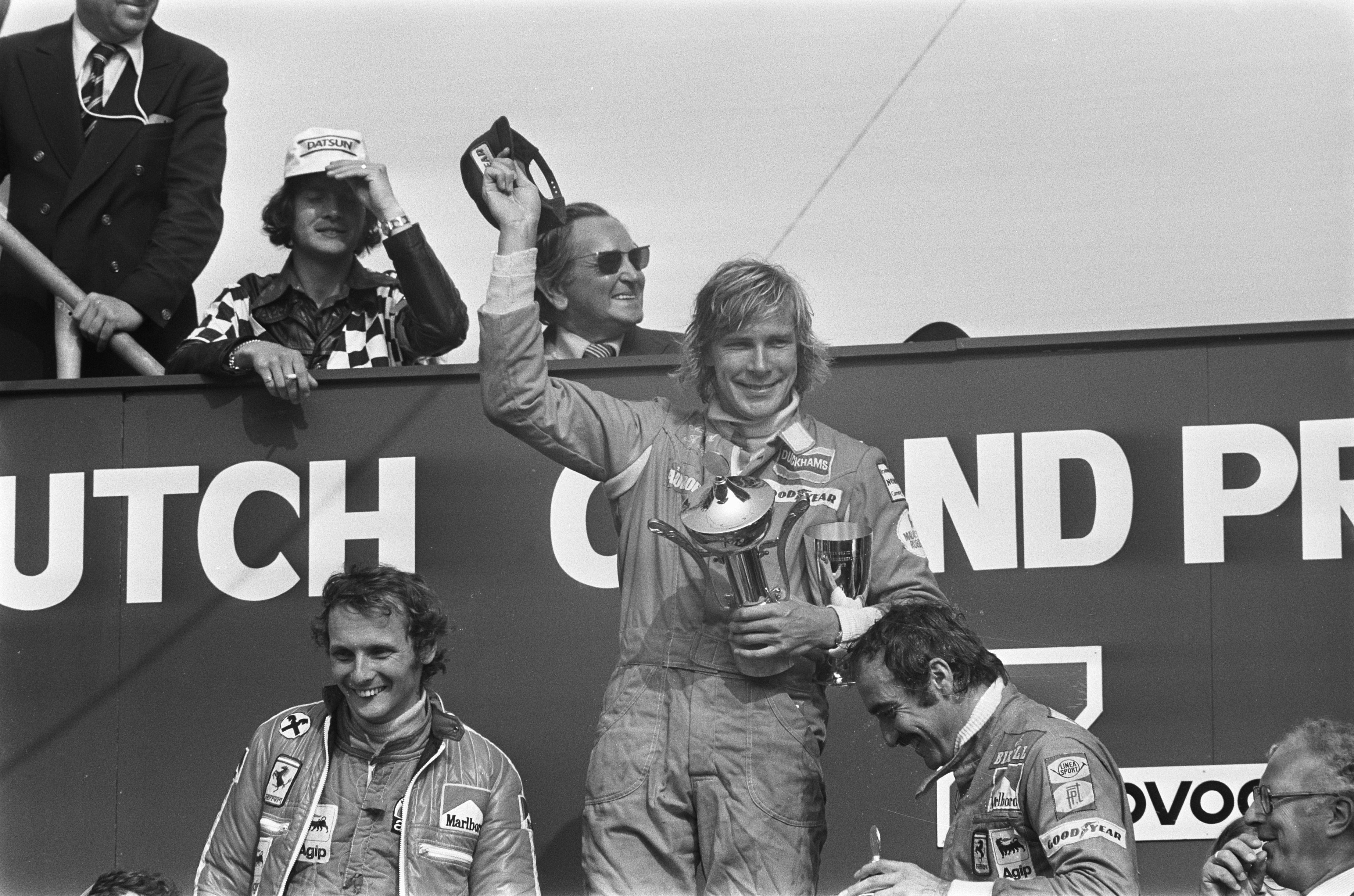
Niki Lauda (a sinistra) e James Hunt (al centro) sul podio del Gran Premio d'Olanda 1975.

I due piloti dovranno attendere il 1973 per sfidarsi in Formula 1: Lauda, portando in dote un cospicuo budget alla BRM, si assicura un volante per tutta l'annata, mentre Hunt esordisce lo stesso anno con la March. I primi scontri al vertice tra i due piloti si avranno tuttavia nella stagione successiva, allorché Lord Hesketh – il quale aveva scoperto il pilota inglese, facendolo correre nelle serie minori – decide di affrontare l'avventura della Formula 1 allestendo l'omonima scuderia, che subito si rivelerà competitiva. Lauda al contempo approda a una Ferrari in cerca di rivalsa dopo anni al di sotto delle aspettative, e che aveva già deciso di cambiare i suoi due piloti Ickx e Merzario richiamando una vecchia conoscenza della squadra di Maranello quale Regazzoni; è proprio lo svizzero a consigliare a Enzo Ferrari di mettere sotto contratto la giovane promessa austriaca.
Nella stagione 1975 Hunt conquista il suo primo successo in Formula 1 con la Hesketh, mentre alla fine del campionato è Lauda, con cinque vittorie, ad aggiudicarsi il suo primo titolo. Per l'anno successivo, il fresco campione del mondo rimane col Cavallino, mentre Lord Hesketh è costretto, per motivi economici, a rinunciare alla Formula 1, appiedando così il suo pupillo. Quando sembra che l'inglese non abbia più un sedile per la nuova stagione, l'improvvisa decisione del due volte iridato Fittipaldi di continuare la carriera con una monoposto tutta sua libera inaspettatamente un volante alla McLaren; Hunt vince la concorrenza di Ickx e approda nella scuderia di Woking, ottenendo finalmente anche lui la possibilità di correre per un team di primo piano.

### La stagione 1976

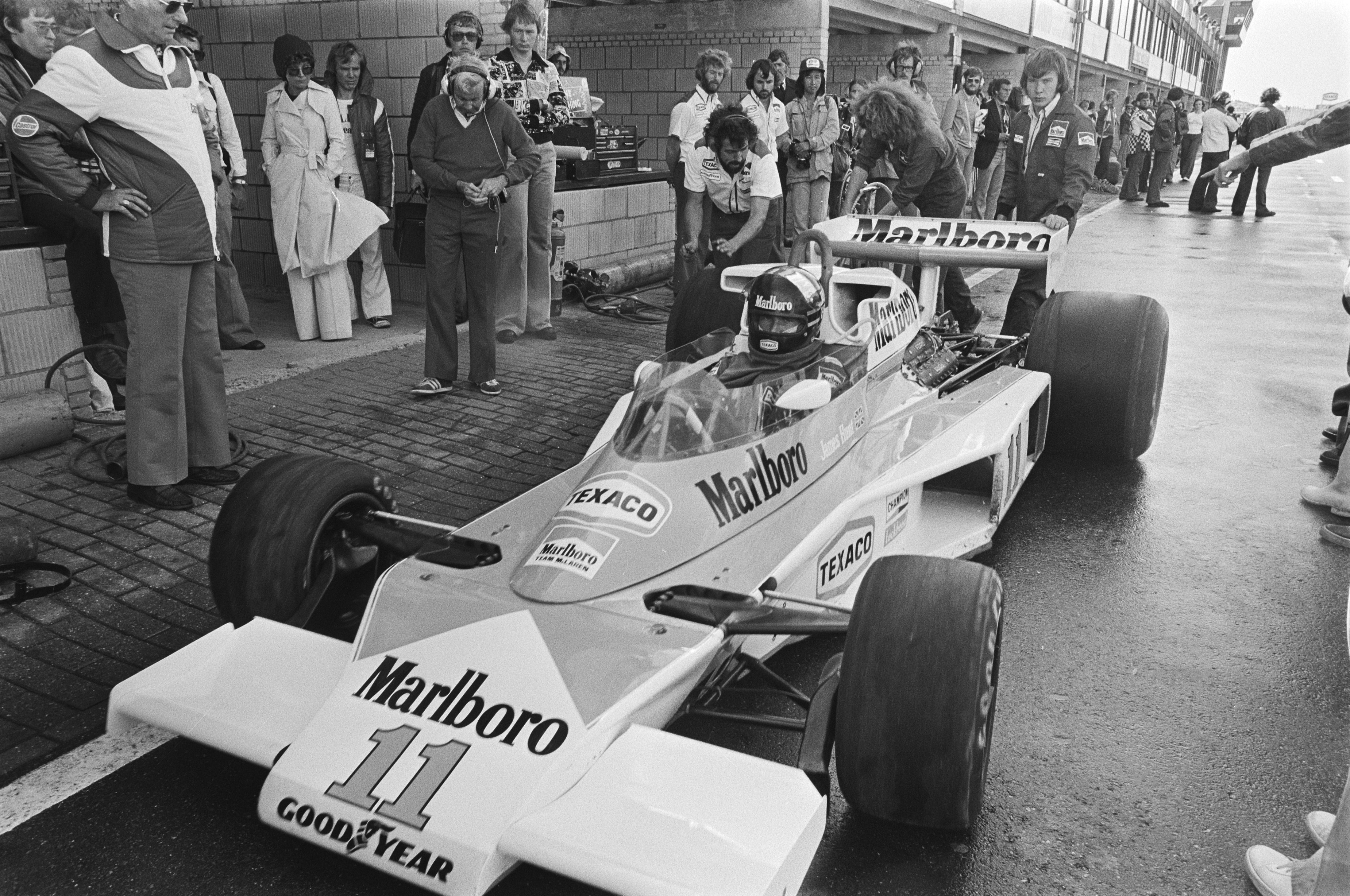
Hunt nel 1976, seduto nell'abitacolo della sua monoposto, ai box del circuito di Zandvoort.

È il 1976 l'anno topico del dualismo Hunt-Lauda. La stagione inizia in completa antitesi per i due piloti: dopo sette Gran Premi, il campione in carica ha totalizzato 52 punti in virtù di un cammino composto da quattro vittorie, due secondi e un terzo posto, mentre l'inglese ha raccolto appena 8 punti frutto di un secondo e un quinto posto; tuttavia l'inglese recupererà in seguito i 9 punti del successo ottenuto a Jarama, dove la sua M23 era stata inizialmente esclusa dalla classifica per irregolarità negli pneumatici montati.
All'ottavo appuntamento stagionale, a Le Castellet matura la seconda vittoria per Hunt (la "prima", fino a quel momento, causa i fatti di Jarama) e il contemporaneo ritiro dell'austriaco, ma nel successivo fine settimana di Brands Hatch Lauda ristabilisce le distanze piazzando il suo quinto centro, approfittando della squalifica comminata all'inglese, primo al traguardo, causa un cambio di vettura non consentito. A questo punto, l'austriaco sembra ormai lanciato verso l'agevole riconquista dell'alloro mondiale.
In questo contesto, il 1º agosto 1976 è in programma al Nürburgring Nordschleife il Gran Premio di Germania, che a posteriori si rivela punto di svolta dell'intero campionato. Lauda arriva sul suolo tedesco in posizione relativamente tranquilla avendo 35 punti da amministrare su Hunt, ma è qui vittima di un grave incidente che rischia di costargli la vita, e di cui porterà per sempre le cicatrici sul volto: nelle fasi iniziali di gara il pilota austriaco, dopo una sbandata causata da alcune chiazze d'umido e dalla non ottimale temperatura delle gomme, impatta contro una roccia a bordo pista e rimane intrappolato per lunghi minuti nell'abitacolo della sua 312 T2 in fiamme, venendo faticosamente estratto dalle lamiere grazie anche all'aiuto di quattro coraggiosi colleghi che si fermano a soccorrerlo, ovvero Merzario, Edwards, Ertl e Lunger.

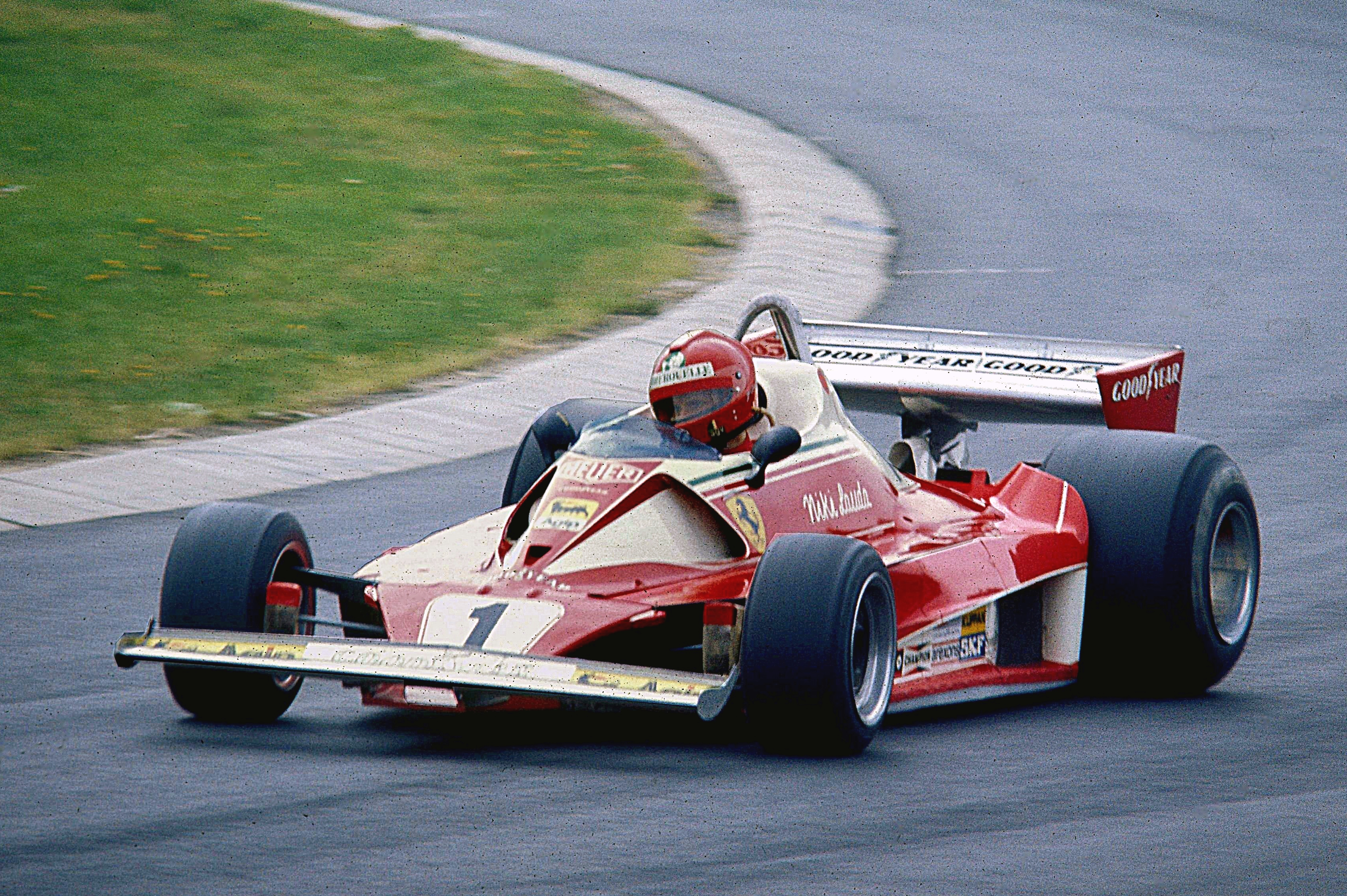
Lauda durante il weekend del Gran Premio di Germania 1976, teatro del suo grave incidente.

Hunt fa sua la prova tedesca e, approfittando dell'assenza forzata del suo rivale, nelle due gare successive gli rosicchia parecchio del vantaggio in classifica. Da par suo, Lauda – spinto anche dalla decisione del Drake di mettere sotto contratto Reutemann, e quindi dal rischio di rimanere appiedato – accorcia i tempi del recupero e decide, tra i dubbi dell'intero circus, di tornare in pista per gli ultimi quattro Gran Premi dell'anno, pur se evidentemente debilitato a livello fisico: a Monza, appena quarantadue giorni dopo aver ricevuto l'estrema unzione, l'austriaco è protagonista di un incredibile ritorno alle corse culminato in un insperato quarto posto finale, accolto dagli addetti ai lavori come un qualcosa di «miracoloso». Hunt esce presto di scena dalla tappa italiana, rifacendosi però nella successiva doppia trasferta nordamericana dove piazza due pesanti affermazioni a Mosport Park e Watkins Glen; Lauda, non ancora pienamente ristabilitosi dai postumi dello schianto del Nürburgring, corre invece sulla difensiva e vede ulteriormente riavvicinarsi il rivale.
Il mondiale si decide dunque all'ultimo Gran Premio, quello del Giappone, al quale l'austriaco si presenta con soli 3 punti di vantaggio sull'inglese. Alla luce della rischiose condizioni di sicurezza del tracciato, Lauda decide di ritirarsi dopo appena due giri, poiché giudica troppo pericoloso correre sul circuito del Fuji sotto un violento diluvio; Hunt sceglie invece di proseguire la gara e, nel convulso finale, proprio all'ultima tornata riesce ad artigliare quel terzo posto che gli dà i punti necessari a scavalcare il rivale in classifica, e a vincere il suo primo e unico titolo iridato.

### L'epilogo
La stagione 1976 segna di fatto l'apice e il contemporaneo termine della rivalità tra i due piloti. Hunt correrà per altre tre stagioni in Formula 1, con un progressivo e inesorabile declino della sua competitività, senza riuscire mai più a battagliare per il titolo; darà l'addio al circus all'età di trentuno anni, in polemica contro un mondo delle corse dove, a suo dire, «l'uomo non conta più!». Di contro, Lauda saprà rimanere ai vertici e otterrà ancora per due volte il campionato mondiale – nel 1977 sempre con la Ferrari e, intervallato da un breve periodo sabbatico, nel 1984 al volante della McLaren.

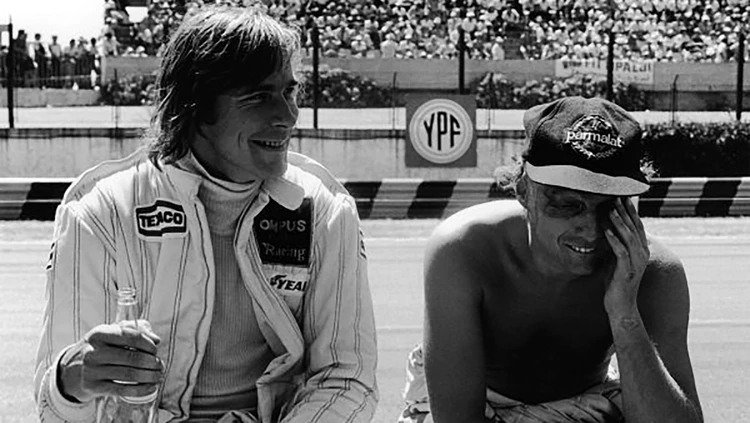
Hunt e Lauda nel fine settimana del Gran Premio d'Argentina 1978

Al termine della carriera agonistica l'austriaco diverrà un imprenditore di successo, fondando le compagnie aeree Lauda Air, Niki e Laudamotion, e rimanendo al contempo legato all'ambiente della Formula 1 con vari ruoli dirigenziali, dapprima come consulente della Scuderia Ferrari nei primi anni 1990, poi come team principal di Jaguar Racing nel biennio 2001-2002, e infine come presidente e azionista della Mercedes AMG F1 dal 2012 alla morte, sopraggiunta nel 2019 all'età di settanta anni.
L'inglese avrà invece una breve esperienza come commentatore tecnico per la BBC prima di morire prematuramente nel 1993, non ancora quarantaseienne, per un attacco cardiaco, probabilmente dovuto ai suoi passati eccessi di alcool, droghe e fumo.

## Mondiale di F1
| Pilota     | GP  | Mondiali | Vittorie | Pole | Giri veloci |
| ---------- | --- | -------- | -------- | ---- | ----------- |
| Niki Lauda | 177 | 3        | 25       | 24   | 24          |
| James Hunt | 93  | 1        | 10       | 14   | 8           |